# Ковински мост
44° 41′ 47″ С; 20° 57′ 10″ И / 44.6965° С; 20.9528° И
Ковински мост је друмски мост преко Дунава који спаја Ковин и Смедерево. Представља челичну гредну конструкцију изведену 1976. године. Пројектант моста је инжењер Бранимир Трипало. Налази се на 1.112-ом километру пловног пута Дунава и представља најкраћу везу између Баната и Подунавља. Мост бива разорен за време НАТО бомбардовања 1999. године. Радове на санацији је извела фирма „Гоша” из Смедеревске Паланке, па је обновљени мост после тестирања пуштен у саобраћај 23. децембра, исте године када је и срушен. Ни данас нема званично име због чега се у јавности често користи и назив мост Смедерево—Ковин.

## Историја
У јесен 1902. године делегација смедеревских привредника је отпутовала у Ковин на преговоре о изградњи моста, а све планове прекинуо је Први светски рат. Три године по окончању рата, изасланици Ковина и Смедерева се опет срећу и оснивају Агитациони одбор за изградњу моста. Постављени су и кесони у циљу испитивања дунавског дна, али пара за тако скуп подухват није било. Између два рата веза између Смедерева и Ковина одржавана је бродићем „Ковинка” који је био власништво Лудвига Енглера. 
Ствар се са мртве тачке померила тек након Другог светског рата 1968. године кад је на иницијативу председника СО Смедерево, Милутина Мике Цветковића, одржан састанак са председником СО Ковин, Животом Антонијевићем, и његовим сарадницима. Упућено је писмо Влади која је дала зелено светло, а основан је Међуопштински фонд за изградњу моста. Главни посао је поверен Мостоградњи. По предрачуну из 1972. године, читав посао је требало да кошта нешто мање од 150 милиона динара, али се рачун, на крају, попео на 344 милиона тадашњих динара. На кредит је купљена и челична конструкција од мађарске фирме Ганц Маваг. Изградња моста је свечано започета 13.10.1973. године, спојен је 12. октобра 1976, градња је завршена 26. новембра 1976. године у 11 сати пре подне. У мосту је уграђено 5.200 тона челичних конструкција, 350.000 завртња, преко 12.000 кубних метара бетона, 1.020 тона арматуре и 31 тону жице за преднапрезање. Ослања се на 19 стубова, дугачак је 1.435, а широк 12 метара.

## Бомбардовање моста
За време НАТО бомбардовања СРЈ, мост је са две ракете погођен 15. априла у 22 часа и 58 минута. До обнове моста, путнике и возила с једне на другу обалу реке превозила је скела. Предлог вршачког „Хемофарма” да се оформи конзорцијум учесника за обнову моста прихватили су смедеревски „САРТИД”, као носилац великог подухвата, „Панфарма” Београд, „Здравље” Лесковац, „Зорка Фарма” Шабац, „Југоремедија” Зрењанин, „Славиамед” Београд, „Хемомонт” Подгорица, „Срболек” Београд, „Санитарија” Нови Сад, „Ремевита” Зрењанин. Главне радове су изводили стручњаци различитог профила „Гоше” из Смедеревске Паланке, па је обновљени мост после тестирања пуштен у саобраћај 23. децембра 1999. године. Симболични чин је обавио Мирко Марјановић, тадашњи председник Владе Републике Србије, и председник Управног одбора Дирекције за обнову земље од последица агресије. Ради сећања, на камену вертикалну плочу тада су постављене три бронзане табле на смедеревској страни, у смеру према Kовину. На првој, сасвим горе, сложен је текст који је све до данашњих дана преживео: „Од када је света и века, људи се деле на градитеље и рушитеље. Само градитеље памтимо заувек.” Изливени грб Србије се налазио одмах испод, као и бронзана плоча с именима чланова конзорцијума за обнову моста.

## Значај
Мост повезује око 700.000 људи са обе стране Дунава. Омогућава широко отварање плодног Баната према Моравско-вардарској долини и најкраћу друмску везу са Егејским морем. Откако су успостављене боље друмске везе са Мађарском и откако је Румунија постала заинтересована за краћи пут до Егејског мора, са уласком обе државе у Европску унију, Ковински мост је добио знатно већи међународни значај. 